# 篠崎彩音
篠崎 彩音（しのざき あやね、1988年1月2日 - ）は、日本の女性ファッションモデル、ＣＭモデル、女優である。千葉県出身。

## 略歴
- 2006年、第1回インターネット美女コンテストでYahoo! JAPAN賞に選ばれる。
- 2007年、旭化成せんいキャンペーンモデルを務める。
- 2009年、「AYANE」名義で活動。同年、芸能人女子フットサルチーム「Team Blue Mountain」に所属。背番号は6。
- 2011年、ミスサイパン準グランプリに選ばれ、サイパン観光大使をつとめる。
- 2012年、ミス・アース・ジャパンでファイナリストに選ばれる[1]。

## 人物
- 趣味は映画鑑賞、カラオケ。
- 特技はテニス、トランペット。

## 出演

### 映画
- ブラブラバンバン（2008年3月15日、トルネード・フィルム）

### CM
- JAL　ワールドカップ日本代表応援（2018年）